# Lernanthropus hiatus
Lernanthropus hiatus is een eenoogkreeftjessoort uit de familie van de Lernanthropidae. De wetenschappelijke naam van de soort is voor het eerst geldig gepubliceerd in 1951 door Pearse.